# RV Skagerak IV
Le RV Skagerak, quatrième du nom, est un nouveau navire océanographique de l'Université de  Göteborg.

## Constructio
Le navire a été construit sous le numéro de coque B-871 au chantier naval Nauta Shiprepair Yard à Gdynia. Le contrat de construction a été clos le 29 octobre 2013 et la pose de la quille effectuée en janvier 2015. Le lancement du navire a eu lieu le 17 décembre 2016. L'achèvement du navire était initialement prévu pour l'automne 2015. Pendant la construction, il y a eu des problèmes et des retards. Le navire était donc trop lourd et la coque devait être rallongée pour des raisons de stabilité. De plus, il a fallu attendre pour l'aménagement intérieur. Le navire a finalement été achevé en mai 2018. Il remplace l'ancien navire RV Skagerak III de 1968.
La conception du navire provient de NED-Project .

## Données techniques et équipement
La propulsion du navire est diesel-électrique. La production d'électricité pour le moteur et le réseau de bord est assurée par quatre groupes électrogènes diesel. Les générateurs sont chacun alimentés par un moteur diesel de 570 cv . Le moteur électrique du navire fait 1200 kW (1630 cv). Il agit sur une hélice à pas variable avec une tuyère Kort. Le navire est équipé d'un propulseur d'étrave d' une puissance de 395 cv
Le navire est conforme aux exigences du Conseil international pour l'exploration de la mer en ce qui concerne l'émission de sons subsoniques (ICES 209).
Trois laboratoires sont installés à bord : un laboratoire humide de 28 m², un laboratoire sec de 14 m² et un laboratoire météorologique de 12 m². Sur le pont principal se trouve un hangar à tribord du navire, à partir duquel un bras articulé peut être utilisé pour suspendre et récupérer du matériel scientifique. Derrière les superstructures du pont se trouve un pont de travail ouvert de 140 m². Si nécessaire, un conteneur de laboratoire supplémentaire peut être transporté sur le pont. À l’ arrière du navire se trouve une potence pivotante.
Le navire est équipé de sonars et de sondeurs sonores et est conçu pour l’utilisation d’un Véhicule sous-marin téléguidé (ROV). La portée du navire est de 2000 milles marins. Il peut rester en mer jusqu'à 14 jours.
Le navire est exploité avec cinq membres d'équipage . Les membres d'équipage sont logés dans cinq cabines simples. À bord, il y a de la place pour 16 scientifiques. Les huit cabines doubles sont disponibles. Pour les excursions d'une journée, des personnes supplémentaires peuvent être embarquées.

## Galerie

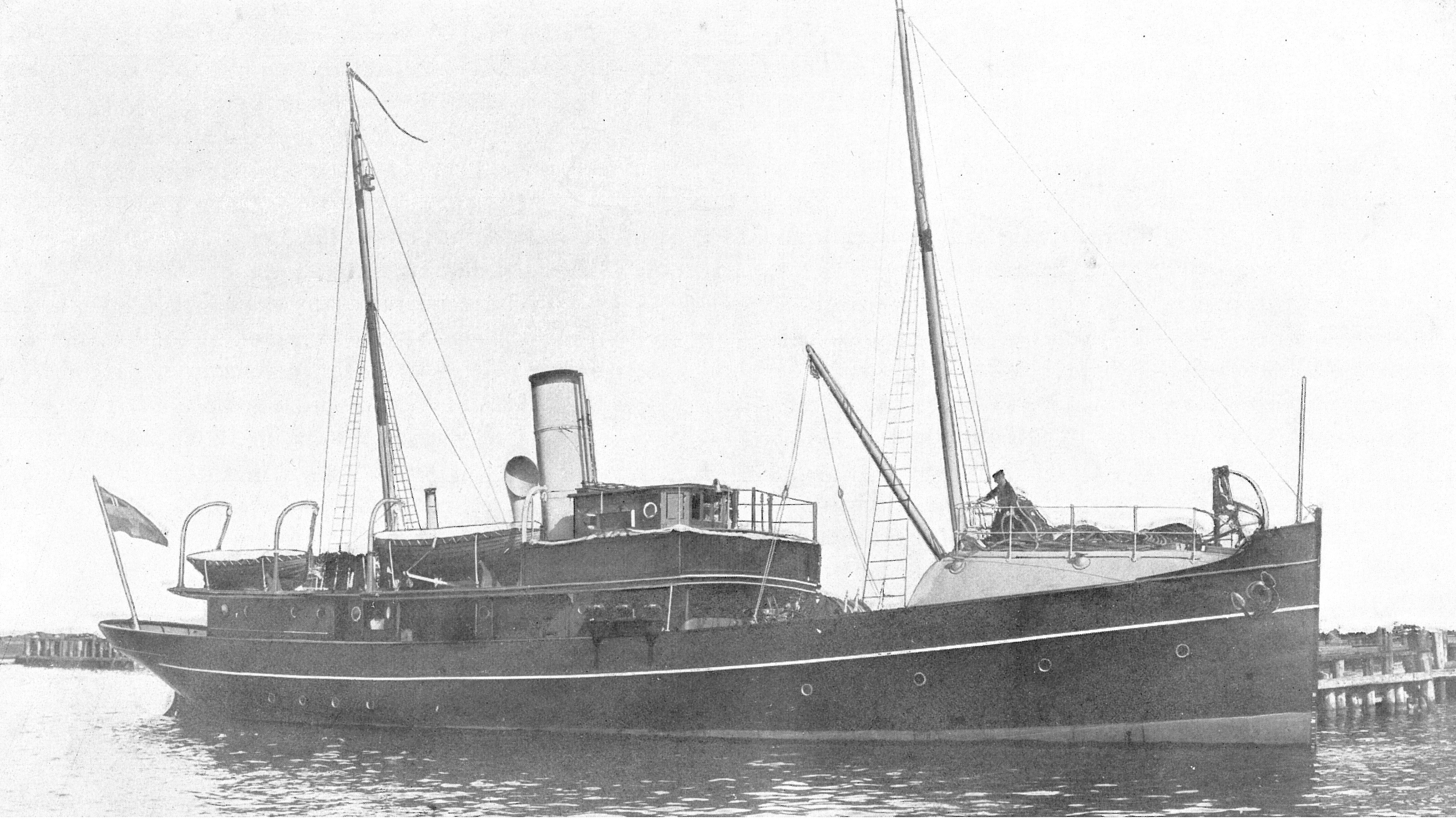
Skagerak I (1904)
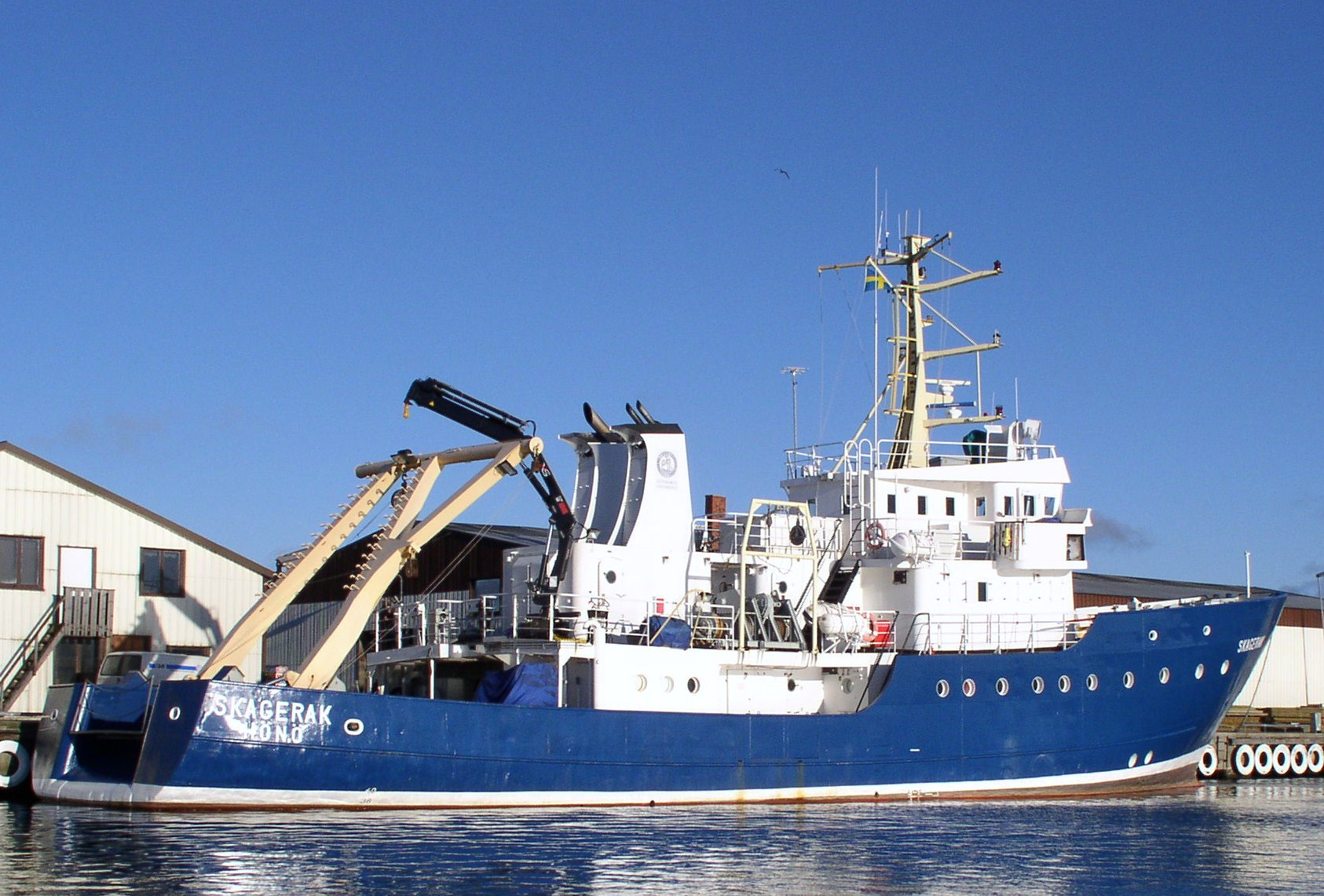
Skagerak III (1968)

### Note et référence
1. ↑  NED-Project

- (sv) Cet article est partiellement ou en totalité issu de l’article de Wikipédia en suédois intitulé « R/V Skagerak (2017) » (voir la liste des auteurs).